# Торпедо (Плевен)
«Торпедо» — болгарський футбольний клуб з міста Плевен. Основні кольори команди — малинові футболки та чорні шорти.

## Історія
Клуб був заснований у 1949 році, а вже у 1950 році дебютував у вищому дивізіоні країни, посівши 8 місце у Групі А. Наступного року він фінішував 11-м і вилетів із Групи А.
Після цього «Торпедо» два роки грало у Групі Б, а в 1954 році повернувся до еліти. Незважаючи на те, що вони домоглися перемог проти «Левскі» (Софія), «Локомотива» (Пловдив) та сильного тоді «Заводу 12» (Софія), команда «Торпедо» фінішувала на 13-му місці та знову вилетіла до Групи Б.
У 1957 році був приєднаний до ДФС «Спартак» (Плевен) та припинив існування.

## Досягнення
- 8 місце у Групі А: 1950
- 11 місце у Групі А: 1951
- 13 місце у Групі А: 1954
- 1/8 фіналу Кубка Болгарії: 1950, 1951
- 1 місце у Північно-західній групі Б: 1953
- 5 місце у Групі Б: 1955
- 8 місце у Групі Б: 1952, 1956

## Відомі футболісти
- Михаїл Константинов
- Георгій Берков
- Георгій Бичваров